# الأمازونيات الليبيات
الأمازونيات الليبيات هن نساء محاربات حكمن أجزاء من ليبيا وشمال إفريقيا العصور القديمة، وارتبطت قصصهن بمزيج من الأساطير والوقائع التاريخية. عُرفن بشجاعتهن الفائقة ومهاراتهن القتالية، حيث شاركن في حماية أراضيهن، واسست مدن مثل ميتيليني وميرينا وإزمير ومعبد أرتميس بل وقمن بقيادة حملات عسكرية في عدة مناطق من العالم القديم.

## وصف المؤرخين القدامى
أشار عدد من المؤرخين الإغريق إلى وجود أمازونيات في ليبيا، من بينهم ديودور الصقلي الذي ذكر أن النساء كنّ يتولين القيادة السياسية والعسكرية، بينما كان الرجال يعيشون في منازلهم كنوع من النظام الأمومي.

## حملة الملكة مورينا التوسعية
في عهد الملكة مورينا ، توسّع جيش الأمازونيات الليبيات بشكل غير مسبوق في التاريخ القديم، واحتل عدة مناطق شاسعة تمتد عبر قارات متعددة. شملت هذه الحملة الأراضي التالية:
- ليبيا.
- تونس
- الجزائر
- المغرب
- مصر (خضعت لجزية دون غزو مباشر).
- فلسطين.
- سوريا.
- لبنان.
- تركيا (الأناضول، بحر إيجة، إزمير).
- اليونان (مدن مثل ميتيليني).
- السعودية (أجزاء من شبه الجزيرة العربية).
- الأردن.[3]

## أدلة على وجود أمازونيات في ليبيا

### الدليل الفني
إحدى المزهريات اليونانية القديمة تُظهر امرأة أمازونية بملامح إفريقية تركع أمام مذبح، وخلفها نخلة، ما يدل على أن الرسام الإغريقي صوّر أمازونية من شمال إفريقيا، من ليبيا. يُعتبر هذا الرسم من أوائل التمثيلات الفنية التي توثق وجود الأمڜازونيات في ليبيا.

### الدليل الأثري
في فزان جنوب غرب ليبيا، تم العثور على نقوش صخرية قديمة تعود لأكثر من 4000 عام، تُظهر امرأة تحمل قوسًا وترتدي قبعة مدببة، وهي سمات تقليدية للأمازونيات في الفن الإغريقي. يُعد هذا النقش أحد الأدلة الأثرية على وجود النساء المحاربات في المنطقة.